# Moeda (Minas Gerais)
Moeda é um município brasileiro do estado de Minas Gerais. Sua população, segundo o censo de 2022, era de 5 125 habitantes naquele ano. Possui uma área de 155,112 km².
O município está localizado a 49 km da capital Belo Horizonte, sendo acessado por uma ferrovia, a Linha do Paraopeba da antiga Estrada de Ferro Central do Brasil, que o margeia em toda a sua extensão e se encontra atualmente concedida ao transporte de cargas e pelas rodovias BR-040 e MG 825 (Rod. Paulo Alves do Carmo). 
O transporte ferroviário de passageiros na região se encontra desativado desde a década de 1990.
Moeda oferece a oportunidade de se conhecer um trecho da Estrada Real. O pessoal adepto à prática de voo livre tem no alto da Serra da Moeda seu ponto de encontro. Dado seu foco no turismo ambiental, Moeda é o único município dentre os 34 da Região Metropolitana de Belo Horizonte no qual a mineração é proibida.

## História
As primeiras pessoas de origem europeia a circularem pela região onde se localiza o atual município foram sertanistas das expedições de Fernão Dias Paes, que exploravam os vales dos rios Grande, Pardo, São Francisco e das Velhas em busca de minerais preciosos e índios para apreensão.
Durante o auge do ciclo do ouro em Minas Gerais, após decisão da Coroa Portuguesa em instalar casas de fundição de moedas oficiais na colônia, onde seria pago o quinto do ouro, e de proibir o comércio de ouro em pó, houve revolta entre os principais produtores mineiros. O evento ficou conhecido como Revolta de Vila Rica e terminou com a execução de Filipe dos Santos, seu principal líder. Nesse contexto, os produtores mineiros procuraram outros locais para produzir ouro. Nessa conjuntura, a serra do Paraopeba e seus vários caminhos passaram a ser usados para contrabando da produção das minas.
Na vertente oriental da serra do Paraopeba, num lugar escondido das estradas reais por onde passavam os ouvidores da Coroa que fiscalizavam a produção de ouro, um fazendeiro chamado Inácio de Souza Ferreira instalou uma fundição clandestina para fabricação de moedas. A fundição era conhecida como Casa de Moeda Falsa do Paraopeba, ou Casa de Fundição de São Caetano, e funcionou por muitos anos, até ser desativada a mando do ouvidor geral Diogo Cotrim de Souza em 1731. A Casa de Moeda foi responsável pelo topônimo serra da Moeda, bem como do município de Moeda. Atualmente a construção se encontra em ruínas.
Moeda pertenceu como distrito criado em 1938 a diversos municípios e foi elevado à categoria de município pela Lei Estadual Nº 1039 de 12 de dezembro de 1953.